# Каневский, Яаков Исраэль
Яаков Исраэль Каневский (1899—1985) — выдающийся раввин, посек. Известен также как Стайплер.

## Биография
Родился в городке Горностайполь (по другим данным, его семья переехала туда). Его отцом был рабби Хаим Перец, чернобыльский хасид, который также был шойхетом. Учился в Новогрудской иешиве, а также в гомельской. Став талмид-хахамом, был отправлен создавать отделение ешивы в Рогачёве. В это время произошла революция.
Каневский был призван в Красную Армию, где продолжал соблюдать еврейские традиции и шаббат, за что подвергался наказаниям. Был проведён сквозь строй. Сумев демобилизоваться и осознав после ареста и годичного заключения, что учить Тору и учить ей других коммунисты ему не дадут, перебрался в Польшу. Первая книга Каневского под названием Шаарей твуна («Ворота понимания») была написана в Белостоке. Она произвела такое впечатление на Хазон Иша, что последний посватал за Каневского свою младшую сестру Мириам, даже не встречаясь с женихом.
В 1927 Яаков Исраэль вступил в брак. Он был главой ешивы в Пинске, а затем, в 1934, покинул Польшу и отправился в Палестину. С момента прибытия и до самой смерти рав больше никогда не покидал Землю Израиля, поселившись в Бней-Браке. Когда в 1985 году он скончался, похороны посетили около 150 000 человек.
Сын Яакова Исраэля — рав Хаим Каневский. Также у него есть дочь, живущая в Бней-Браке.

## Труды
- Шаарей твуна («Ворота понимания»)
- Келот Яаков («Общины Яакова») — главный труд жизни